# 沉睡谷 (紐約州)
沉睡谷（英語：Sleepy Hollow）或稱斷頭谷，是位於美国纽约州威徹斯特郡和藹丘鎮的一個村，距離紐約市曼哈頓約三十哩，哈德遜河東岸，大都會北方鐵路哈德遜線的菲利普斯莊園站即位於該村，斷頭谷南部為柏油村，北部和東部則為和藹谷聯合發展區域。
美國革命以後，斷頭谷先是被編入畢克曼鎮的一個小村落，1874年改為北柏油村，1997年3月正式定名為斷頭谷。該村在2000年的人口普查有九千兩百一十二人，2006年預估有一萬零一百二十四人。
斷頭谷是華盛頓·歐文知名作品《沉睡谷傳奇》的設定場景，斷頭谷公墓是歐文埋葬處，另外安德魯·卡內基、華特·克萊斯勒、布魯克·亞斯特、伊麗莎白·雅頓和IBM前執行長湯瑪斯·華森等人也埋葬於此。菲利普斯堡莊園和斷頭谷老荷蘭教堂也位於該村。
一直到1996年以前，斷頭谷是通用汽車公司雪佛蘭的工廠設置地，之後工廠關閉是因為該區嚴重的經濟崩盤，目前該區實行重建計畫，提供零售屋及學生宿舍為主，而鄰村柏油村曾對此計畫可能造成的交通問題及環境衝擊提出告訴。

## 地理
斷頭谷位於41°5′31″N 73°51′52″W / 41.09194°N 73.86444°W。
根據美國人口調查局資料，該村全部面積有5.1平方英里（13.2平方公里），其中2.3平方英里（5.9平方公里）為陸域，2.8平方英里（7.4平方公里）為水域面積。

## 人口
| 调查年                | 人口   | 备注  | %±    |
| --------------------- | ------ | ----- | ----- |
| 1880                  | 2,684  |       | —     |
| 1890                  | 3,179  |       | 18.4% |
| 1900                  | 4,241  |       | 33.4% |
| 1910                  | 5,421  |       | 27.8% |
| 1920                  | 5,927  |       | 9.3%  |
| 1930                  | 7,417  |       | 25.1% |
| 1940                  | 8,804  |       | 18.7% |
| 1950                  | 8,740  |       | −0.7% |
| 1960                  | 8,818  |       | 0.9%  |
| 1970                  | 8,334  |       | −5.5% |
| 1980                  | 7,994  |       | −4.1% |
| 1990                  | 8,152  |       | 2.0%  |
| 2000                  | 9,212  |       | 13.0% |
| 2010                  | 9,870  |       | 7.1%  |
| 2016年估计            | 10,198 | [ 2 ] | 3.3%  |
| U.S. Decennial Census |        |       |       |

根據2000年的人口普查，總共有九千兩百一十二位人口，三千一百八十一戶人家和兩千兩百三十九個家庭居住於斷頭谷村；人口密度為每平方英里（1566.9平方公里）有四千零五十五個人。
種族結構以拉丁美裔人約佔總人口數的45.08％最多，其中多來自蓋亞那、多明尼加和波多黎各。
- 白人67.64％
- 非裔5.23％
- 印第安人0.84％
- 亞裔1.87％
- 大洋洲裔0.09％
- 其他族裔18.82％
- 混血族裔5.51％

## 整合
2007年3月斷頭谷村長Philip Zegarelli與柏油村村長Drew Fixell及區域負責人Howard Smith博士曾舉行會議討論首席專案小組探討正反意見的計畫。目前兩村已經合用學區五十五年，也共用同個郵遞區號降低財政支出，但最大的整合計畫在於兩村的稅務。
Philip Zegarelli表示最大的問題在於兩村有各自的為徵稅對財產所作的估價，這對兩村而言不是公平的，因此首要課題是有個標準的估價準則。Zegarelli於1970年中期推動斷頭谷脫離和藹谷丘鎮，但該計畫最後失敗，而現在則持續前計畫的目標，改推動兩村各自脫離原屬鎮區而合併，以此來降低稅收，但和藹丘鎮一直阻止斷頭谷村的脫離計畫，原因在於如果斷頭谷村脫離和藹丘鎮，那該鎮會連帶失去通用汽車公司所繳納的龐大稅收。

## 觀光
斷頭谷村為華盛頓歐文之名小說《斷頭谷》的設定場景，並曾拍成1999年上映的電影《斷頭谷》。
- 斷頭谷老荷蘭教堂（英语：Old Dutch Church of Sleepy Hollow）
- 菲利普斯堡莊園（英语：Philipsburg Manor House）
- 菲利普斯莊園站（英语：Philipse Manor station）
- 柏油村燈塔（英语：Tarrytown Light）
- 愛德華·哈登故居（英语：Edward Harden Mansion）
- 國王領地點公園
- 愛國者公園

## 其他
- 斷頭谷村有隻同名的純種馬每年都會參加貝爾蒙特公園的賽馬比賽。
- 美國職業摔角冠軍Triple H和史蒂芬妮·麥馬漢在斷頭谷舉行婚禮。
- 加百列·姿文所寫的《一個失憶症少年的自傳》（Memoirs Of A Teenage Amnesiac）最初設定場景在斷頭谷及柏油村。

## 外部連結
- 斷頭谷村公所官方網站 （页面存档备份，存于）（英文）